# Volo Air Vietnam 706
Il volo Air Vietnam 706 era un Boeing 727 che si schiantò il 15 settembre 1974, vicino alla base aerea di Phan Rang nel Vietnam del Sud.

## Il dirottamento
Le Duc Tan, un ranger dell'esercito del Vietnam del Sud che era stato recentemente retrocesso da capitano a tenente per il furto di due auto a Da Nang, si fece strada senza problemi oltre i controlli di sicurezza. Dopo il decollo dall'Aeroporto Internazionale di Da Nang (IATA: DAD/ICAO: VVDN) nel Vietnam del Sud su un volo diretto all'Aeroporto Saigon-Tan Son Nhat Int'l di Saigon (SGN / VVTS), il volo venne dirottato da Tan, il quale era armato con due granate. Chiese di essere portato in aereo ad Hanoi nel Vietnam del Nord. Per ragioni sconosciute i piloti si avvicinarono all'aeroporto della base aerea di Phan Rang, forse nel tentativo di consegnare il disertore alle autorità, ma interruppero l'atterraggio.

## Lo schianto
L'aereo superò la traiettoria di base e iniziando una virata a sinistra, durante la quale perse il controllo. Poco dopo precipitò a terra da un'altitudine di 300 metri, uccidendo tutte le 75 persone a bordo.

## La causa
Anche se la causa esatta rimane poco chiara, è stato ipotizzato che il dirottatore ha causato l'incidente facendo esplodere le sue granate dopo che i piloti, forse sottovalutando la pericolosità dell'ex-ranger, si erano rifiutati di cedere alle sue richieste.